# Sevilla la Nueva (Giamaica)
Sevilla La Nueva è stata la prima città coloniale spagnola fondata in Giamaica e una delle prime colonie spagnole nei Caraibi. Fondata nel 1509 sulla costa settentrionale dell'isola da Juan de Esquivel, fu la sede della prima capitale spagnola di Giamaica.

## Storia
Cristoforo Colombo, durante il suo secondo viaggio, il 5 maggio 1494, scopre l'attuale Giamaica, che battezza come Santiago. Sbarca nella baia di Santa Gloria, ora chiamata Saint Ann's Bay, e reclama l'isola per la Corona di Castiglia.
Sebbene Colombo sia tornato a Santa Gloria nel giugno 1503 durante il suo quarto viaggio, dovette rimanere lì, cercando rifugio in un villaggio dei Taíno chiamato Maima, per un anno, poiché le sue due navi, la Capitana e il Santiago, erano naufragate nella baia, prima di essere salvato da una spedizione proveniente da Santo Domingo. Da questo luogo scrisse la lettera rarissima.
Diego Colombo, figlio di Cristoforo Colombo e governatore dell'isola Hispaniola, nel 1508 nomina il sevillano Juan de Esquivel come suo luogotenente per la pacificazione e la colonizzazione dell'isola. Con ottanta uomini e le loro famiglie, fonda in Giamaica, a ovest di Santa Gloria, la capitale dell'isola, chiamata Sevilla la Nueva, un nome scelto in onore del suo luogo di nascita.
Iniziarono le distribuzioni di terre per la coltivazione e si preoccuparono della conversione dei nativi Taíno. Costruirono un cantiere navale per le riparazioni delle navi, in vista di future espansioni verso sud e come base di approvvigionamento. Costruirono anche case, una chiesa e una fortezza. La chiesa, inizialmente costruita provvisoriamente con legno e paglia, divenne successivamente parte di un convento francescano dipendente dalla diocesi di Santiago de Cuba, sotto la guida di Pietro Martire d'Anghiera.
Nel 1518, il nuovo luogotenente governatore, Francisco de Garay, quando la popolazione aveva raggiunto i 500 coloni, ordinò di trasferire la città in un'area più elevata e lontana dalla palude, che aveva causato gravi problemi di salute. Semplificò anche il nome in "Sevilla". Garay promosse la coltivazione del cocco e della canna da zucchero e costruì il primo Engenho de açúcar (mulino zuccherificio) dell'isola, che all'inizio degli anni '20 del 1500 produceva circa 150 tonnellate di zucchero all'anno.
Probabilmente a causa della posizione costiera della città nella parte settentrionale dell'isola, dove i venti contrari rendevano difficile il ritorno delle navi, e considerando che la navigazione era più favorevole nella parte meridionale dell'isola, nel 1534 fu in gran parte trasferita a Villa de la Vega, successivamente chiamata Santiago de la Vega (l'attuale Spanish Town) sul lato sud-est dell'isola, a 16 km dalla costa. Questa diventò la seconda capitale spagnola della Giamaica.
Nonostante il trasferimento, sembra che alcuni abitanti abbiano continuato a occupare il sito originale. Alla fine, Sevilla la Nueva fu attaccata dai corsari francesi e i suoi ultimi abitanti furono impiccati nel 1554.